# Archaeocyon leptodus
Archaeocyon leptodus és un carnívor fòssil de la subfamília dels borofagins. És conegut del Whitneyà de Nebraska i Wyoming, l'Arikareeà inferior de Nebraska, Wyoming, Montana, Dakota del Nord i Dakota del Sud, i l'Arikareeà mitjà de Wyoming. Fins a l'anàlisi de Wang et al. (1999), A. leptodus era una espècie molt incerta de la qual no se sabia gaire cosa, però trobaren molt material de l'espècie. S'assembla molt a Rhizocyon oregonensis, amb el qual és difícil trobar diferències.